# Evangelion (album)
Evangelion è il nono album in studio del gruppo musicale blackened death metal polacco Behemoth.

## Tracce
1. Daimonos – 5:16
2. Shemhamforash – 3:56
3. Ov Fire and the Void – 4:28
4. Transmigrating Beyond Realms ov Amenti – 3:28
5. He Who Breeds Pestilence – 5:41
6. The Seed ov I – 4:58
7. Alas, Lord Is Upon Me – 3:16
8. Defiling Morality ov Black God – 2:50
9. Lucifer – 8:07

## Formazione
- Adam "Nergal" Darski - voce e chitarra solista
- Tomasz "Orion" Wróblewski - basso e seconde voci
- Zbigniew Robert "Inferno" Promiński - batteria e percussioni
- Patryk "Seth" Sztyber - chitarra ritmica, chitarra acustica e seconde voci

## Copertina
La copertina dell'album raffigura Babilonia la Grande, figura malvagia nominata più volte nel libro dell'Apocalisse della Bibbia, figura associata all'Anticristo che cavalca una bestia con sette teste e dieci corna. Secondo Nergal la Grande Meretrice rappresenta un simbolo di ribellione contro Dio.